# Biharkeresztes
Biharkeresztes é uma cidade da Hungria, situada no condado de Hajdú-Bihar. Tem 49,26 km² de área e sua população em 2019 foi estimada em 4.149 habitantes.